# Kοryfes orous Grammοs
Kοryfes orous Grammοs este o arie protejată (arie specială de conservare — SAC, sit de importanță comunitară — SCI, arie de protecție specială avifaunistică — SPA) din Grecia întinsă pe o suprafață de 34.035,35 ha, integral pe uscat.

## Localizare
Centrul sitului Kοryfes orous Grammοs este situat la coordonatele 40°19′06″N 20°51′02″E / 40.3184°N 20.850462°E.

## Înființare
Situl Kοryfes orous Grammοs a fost declarat sit de importanță comunitară în august 1996 pentru a proteja 2 specii de plante și 39 de specii de animale. Alte tipuri de protecție:
- arie de protecție specială avifaunistică (în octombrie 2002)[3]
- arie specială de conservare (în martie 2011)[2][4][5]

## Biodiversitate
Situată în ecoregiunea mediteraneană, aria protejată conține 17 habitate naturale: Râuri de munte și vegetația lor lemnoasă cu Salix elaeagnos, Cursuri de apă de la nivel de câmpie la nivel montan, cu vegetație Ranunculion fluitantis și Callitricho-Batrachion, Lande oro-mediteraneene cu formațiuni endemice de grozamă, Pajiști alpine și subalpine calcaroase, Formațiuni ierboase bogate în specii de Nardus, dezvoltate pe substraturi silicioase în zone montane (și în zone submontane, în Europa continentală), Grohotișuri est-mediteraneene, Pante stâncoase calcaroase cu vegetație casmofită, Pante stâncoase silicioase cu vegetație casmofită, Păduri de fag Luzulo-Fagetum, Păduri de fag Asperulo-Fagetum, Păduri de fag subalpine medio-europene cu Acer și Rumex arifolius, Păduri de fag din Europa Centrală dezvoltate pe sol calcaros cu Cephalanthero-Fagion, Păduri panonice-balcanice de stejar turcesc - stejar sesil, Păduri de Quercus trojana, Păduri de fag elene cu Abies borisii-regis, Păduri de pin (sub-) mediteraneene cu pini negri endemici, Păduri de pin mediteraneene cu pini mezogeni endemici.
La baza desemnării sitului se află mai multe specii protejate:
- plante (2): Dactylorhiza kalopissii subsp. kalopissii, Himantoglossum jankae
- păsări (33): uliu cu picioare scurte (Accipiter brevipes), fluierar de munte (Actitis hypoleucos), minunița (Aegolius funereus), ciocârlie-de-câmp (Alauda arvensis), fâsă-de-câmp (Anthus campestris), lăstunul mare (Apus apus), cocoșul de mesteacăn (Bonasa bonasia), buha (Bubo bubo), șorecarul comun (Buteo buteo), caprimulg (Caprimulgus europaeus), șerpar (Circaetus gallicus), prepeliță (Coturnix coturnix), lăstun de casă (Delichon urbicum), ciocănitoare cu spate alb (Dendrocopos leucotos), ciocănitoare neagră (Dryocopus martius), presură de grădină (Emberiza hortulana), Falco eleonorae, șoim călător (Falco peregrinus), muscar-gulerat (Ficedula albicollis), muscar (Ficedula parva), Ficedula semitorquata, rândunică (Hirundo rustica), capîntortură (Jynx torquilla), sfrâncioc roșiatic (Lanius collurio), Leiopicus medius, ciocârlie de pădure (Lullula arborea), prigoare (Merops apiaster), grangur (Oriolus oriolus), viespar (Pernis apivorus), ciocănitoare verzuie (Picus canus), turturică (Streptopelia turtur), silvie porumbacă (Sylvia nisoria), Tachymarptis melba
- amfibieni (1): izvoraș-cu-burta-galbenă (Bombina variegata)
- mamifere (2): vidră de râu (Lutra lutra), râs eurasiatic (Lynx lynx)
- pești (2): Barbus balcanicus, Barbus prespensis
- reptile (1): țestoasă bănățeană (Testudo hermanni)

Pe lângă speciile protejate, pe teritoriul sitului au mai fost identificate 57 de specii de plante, 2 specii de păsări, 5 specii de amfibieni, 14 specii de mamifere, 1 specie de pești, 8 specii de reptile.